# Joseph Matthäus Aigner

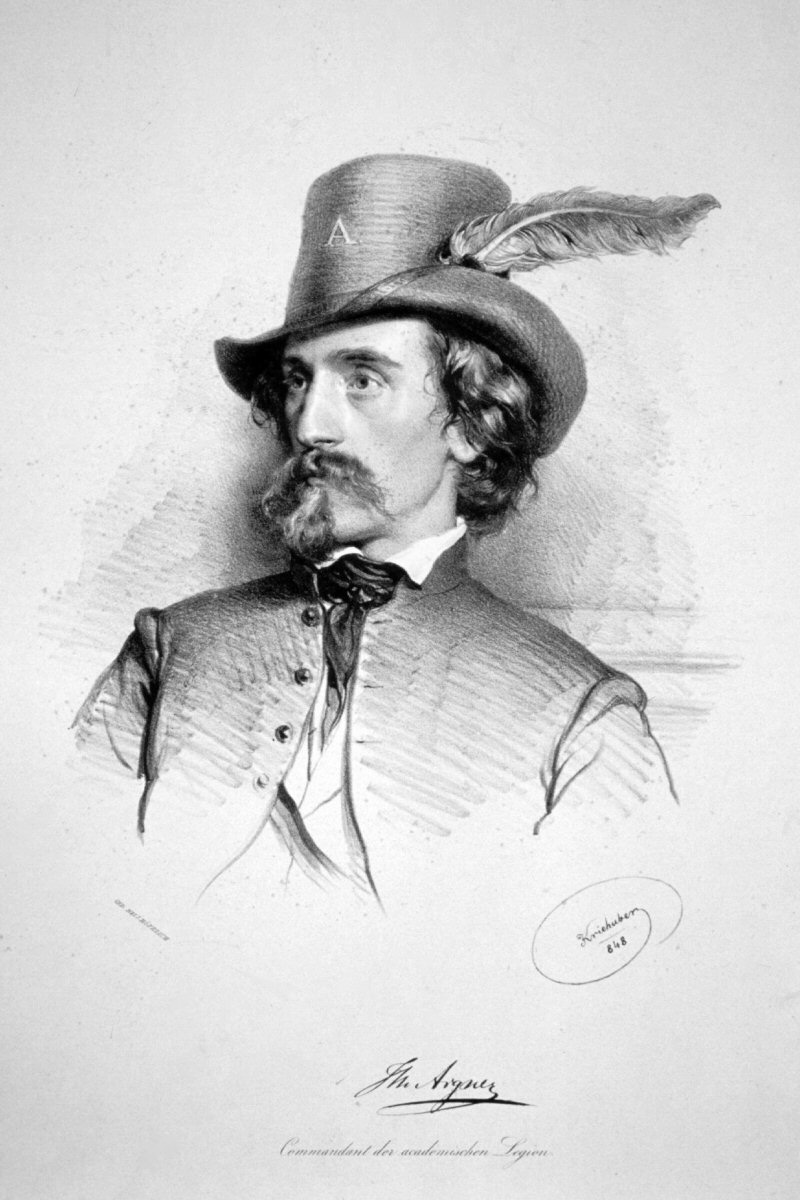
Joseph Matthäus Aigner, Lithographie von Joseph Kriehuber 1848

Joseph Matthäus Aigner (* 18. Jänner 1818 in Wien; † 19. Februar 1886 ebenda) war ein österreichischer Porträtmaler.

## Leben
Als Sohn eines Goldschmiedes erlernte er zunächst das Handwerk seines Vaters. Später war er Schüler von Amerling und Rahl. Als Kommandant der Akademischen Legion machte er 1848 die Oktoberkämpfe in Wien mit, wurde gefangen genommen und von einem Kriegsgericht wegen Hochverrats zum Tode verurteilt, jedoch vom Fürsten Windisch-Graetz begnadigt. Seit 1847 war er mit der Burgschauspielerin Fanny Matras (* 1828; † 1878) verheiratet. 1874 wurde Aigner in die Freimaurerloge Zukunft aufgenommen. Von 1883 bis 1886 war er Mitglied des Wiener Gemeinderates.
Er porträtierte unter anderem Kaiser Franz Joseph I., Kaiserin Elisabeth, Franz Grillparzer, Friedrich Halm und Nikolaus Lenau. Im Auftrag des Kaisers Maximilian I. von Mexiko kopierte er Bilder im Belvedere, die für das Museum in Mexiko bestimmt waren. Er starb durch Suizid.
Im Jahr 1999 wurde in Wien-Brigittenau (20. Bezirk) die Aignerstraße nach ihm benannt.